# 加拿大改革黨
加拿大改革黨（英語：Reform Party of Canada）是一個右派民粹主義政黨，存在於1987年至2000年。該黨於2000年由加拿大聯盟繼承，加拿大聯盟在2003年與進步保守黨合併形成加拿大保守黨。